# 巨鰭魷魚
巨鰭魷魚（学名：Magnapinnidae）或稱長臂烏賊、大鰭魷魚，是隸屬巨鰭魷科的罕見頭足類動物，通常生活在人類難以探測的深海，僅從幼體、副幼體和幼體標本中得知該科，也曾被拍攝到幾段相似巨鰭魷魚的動物影片。由於從未捕獲或採樣過看似成年的標本，因此仍不確定牠們是否屬於同一屬或僅是遠親。巨鰭魷魚的手臂和触手都非常長，據信達四到八公尺（13到26英尺）長，這些附肢垂直於身體，形成“肘部”。至於如何進食的還有待發掘。

## 軀體標本
巨鰭魷魚家族的首項紀錄來自1907年從亚速尔群岛捕獲的標本（塔格里瑪尼巨鰭魷魚）。該發現因損壞程度而幾乎無法辨別任何訊息，被歸類為揮鞭魷魚；最早的是以及後來的塔格里瑪尼巨鰭魷魚。1956年，在南大西洋捕獲了一種類似的魷魚（巨鰭魷魚C），但當時被無視。阿利斯特·哈代在書籍《開放大海》（The Open Sea，1956年）中描述了該標本，被確定為。
1980年代，在大西洋發現了另外兩具未成年的標本（巨鰭魷魚A），太平洋則發現了另外三具（太平洋巨鰭魷魚）。發現該物種的首席調查員麥可·魏奇歐尼和理查德·E·揚格最終將它們與之前的兩具標本聯繫起來，在1998年建立了巨鰭魷魚家族，將大西洋巨鰭魷魚當作模式種。該物種鰭的尺寸異常，佔了生物總體長的九成，成為名稱由來。
第五物種的單體標本巨鰭魷魚B於2006年採集。同年，巨鰭魷魚A被稱為大西洋巨鰭魷魚。
該屬是由兩具幼體和副幼體作為依據，兩者都沒有發育出招牌的長臂。然而，牠們確實都有長鰭，所以被命名為「巨鰭」。

## 目擊
巨鰭魷魚1988年9月被首次目擊。深潛器鸚鵡螺號的船員在巴西北部海岸10°42.91′N 40°53.43′W / 10.71517°N 40.89050°W處深度4,735（15,535英尺）遇到了一隻巨鰭魷魚。1992年7月，鸚鵡螺號又兩次碰上該生物，並都被拍下存證。1998年11月，日本的新海6500在模里西斯以南的印度洋32°45′S 57°13′E / 32.750°S 57.217°E、2,340（7,680英尺）處拍攝了另一條該魷魚。2000年1月，據遙控潛水器（ROV）千年探險家（Millennium Explorer）在墨西哥灣密西西比峽谷（28°37′N 88°00′W / 28.617°N 88.000°W）的發現，估計魷魚手臂完全伸展後長達7（23英尺）。ROV亞特蘭大（Atalante）2000年5月在罗德里格斯岛19°32′S 65°52′E / 19.533°S 65.867°E、2,576（8,451英尺）處拍攝了另一具印度洋標本。2000年10月，載人深潛器阿爾文號在墨西哥灣的阿特沃特河谷（Atwater Valley，27°34.714′N 88°30.59′W / 27.578567°N 88.50983°W）的1,940（6,360英尺）處發現了另一條巨鰭魷魚。這些影像都很簡短而且相當模糊，所以並未引起媒體廣大關注。2001年5月，RV西部單號獲得了巨鰭魷魚約十分鐘的清晰鏡頭，在發佈時引起了外界一陣關注。影像在夏威夷歐胡島以北的太平洋（21°54′N 158°12′W / 21.900°N 158.200°W）3,380（11,090英尺）處拍攝。
2007年11月11日，於德克薩斯州休斯頓200英里（320公里）外的墨西哥灣，壳牌公司石油平台佩爾迪多附近拍攝了一段該魷魚的影像。科學家為了觀察更多的巨鰭魷魚物種，分別於2015年和2017年透過拖曳攝影機及遙控車輛調查大澳洲灣。
2021年11月9日，作為深淵之窗2021（Windows to the Deep 2021）一環，美國海軍NOAAS探索級海洋測量船的ROV在佛羅里達平台附近的山脊上拍攝了一段巨鰭魷魚影像。該魷魚於深度2,385（7,825英尺）被發現。

## 進食行為
人們對巨鰭魷魚的攝食行為知之甚少。科學家們推測，巨鰭魷魚透過在海底拖曳觸手和触手並從地板上抓取可食用的生物來進食。或者能簡單地使用誘捕技術，被動等待如浮游動物這樣的獵物撞進其觸手。

## 外部連結
- Magnapinna （页面存档备份，存于） - 生命之树网络项目
- 巨鰭魷魚影像 （页面存档备份，存于） -